# Melchior von Büren (Domherr, † 1589)

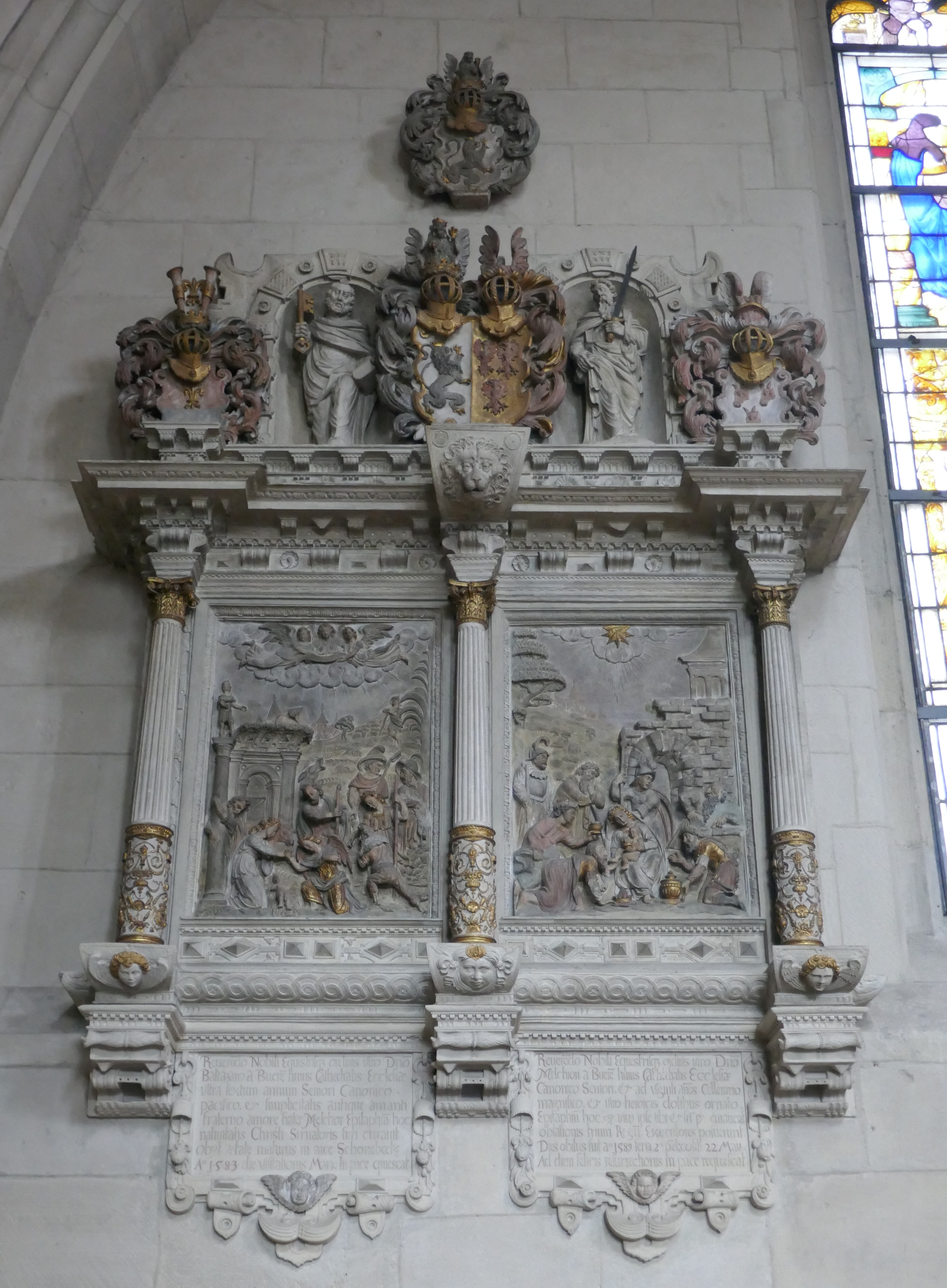
Doppelepitaph für Melchior und seinem Bruder Balthasar im Dom zu Münster

Melchior von Büren (* im 16. Jahrhundert; † 22. Mai 1589) war ein deutscher Geistlicher. Er wirkte als Domherr und Domkellner in Münster.

## Leben

### Herkunft und Familie
Melchior von Büren entstammte dem westfälischen Adelsgeschlecht Büren, das zeitweise eines der mächtigsten im Bistum Paderborn war und dessen Angehörige sich während der Reformation überwiegend zum Calvinismus bekannten. Bis auf den Paderborner Domherrn Bernhard von Büren († 1580), der evangelisch war, gehörten die Dignitäten aus dem Haus von Büren dem katholischen Glauben an. Melchior war der Sohn des Johann von Büren zu Davensberg († 1544, Drost zu Werne. Er vollendete den von seinem Vater Balthasar begonnenen Bau der Pfarrkirche St. Anna in Davensberg). Seine Mutter war Maria von Coevorden. Seine Geschwister waren Balthasar († 1583, Domherr in Münster), Jobst (Herr zu Davensberg), Johanna (⚭ Gerhard Morrien) und Agnes (⚭ Heinrich Wulff zu Füchteln).

### Werdegang und Wirken
Melchior kam wahrscheinlich nach dem Tode seines gleichnamigen Cousins Melchior von Büren im Jahre 1546 in den Besitz einer münsterschen Dompräbende. Gesichert ist, dass er vor 1550 präbendiert worden ist. Die Wahl zum Propst des Alten Doms in Münster fiel auf den 31. Dezember 1558. In diesem Amt blieb er bis zu seinem Tode. Im Jahr darauf wurde Melchior Besitzer des Dompropsteilehens Gronover. Die Domkellnerei wurde ihm nach dem Tode des Dietrich von der Recke im Jahre 1569 übertragen. In dieser Funktion war er für die wirtschaftlichen Angelegenheiten des Domkapitels verantwortlich. Melchior lebte mit Metta Loiering in einem Konkubinat. Sie hatten zwei Söhne und sechs Töchter. Jobst war Kanoniker zu St. Ludgeri in Münster. Maria war mit dem Notar Gottfried Trippelvoet verheiratet.